# Russell Mael
Russell Craig Mael (5. října 1948) je americký zpěvák, textař a hudební producent.
Jeho hudební kariéra překlenuje více než 50 let. Se svým starším bratrem Ronem založil v roce 1971 popovou skupinu Sparks, když přejmenovali svou původní skupinu Halfnelson. Je též spoluzakladatelem Lil' Beethoven Records.

## Mládí
Russell Craig Mael se narodil 5. října 1948 v Los Angeles, Kalifornie. Spolu s bratrem vyrůstal v Pacific Palisades, poměrně bohatém předměstí Los Angeles. Jejich otec, Meyere Mael, měl židovské předky původem z Ruska a Rakousko-Uherska, byl grafickým návrhářem a karikaturistou v Hollywood Citizen-News, a matka Miriam (za svobodna Moskowitz) byla knihovnicí. Po skončení studia na střední škole v Palisades pokračovali oba bratři na Kalifornské univerzitě v Los Angeles;
Ron začal v roce 1963 studovat filmové a grafické umění, zatímco Russell studoval v letech 1966–1968 divadelní umění a filmovou tvorbu.

## Sparks
Je známý pro široký hlasový rozsah, Russellovým nejpozoruhodnějším hlasovým rysem je dalekosáhlé falsetto, obzvláště zřetelné ve skladbě "Equator" z alba Kimono My House. Je také známý pro okázalé a hyperaktivní vystupování na scéně, které ostře kontrastuje s Ronovým strnulým výrazem.
Se skupinou Sparks nahrál 26 alb. Sparks jsou po celém světě považováni za kultovní skupinu a to hlavně díky skladbě "This Town Ain't Big Enough for Both of Us", která dosáhla pozice číslo 2 v UK Singles Chart.
Bratři Maelové si zahráli sami sebe v katastrofickém filmu z roku 1977 Rollercoaster. Objevili se také v epizodě dvacet dva šesté řady seriálu Gilmorova děvčata.
V roce 2015 spolupracovali Sparks se skotskou rockovou skupinou Franz Ferdinand pod identitou FFS. Jedna z prvních skladeb dostala název "Collaborations Don't Work" (Spolupráce nefungují).

## Diskografie
Sparks
| Rok  | Album                              |
| ---- | ---------------------------------- |
| 1971 | Halfnelson                         |
| 1973 | A Woofer in Tweeter's Clothing     |
| 1974 | Kimono My House                    |
| 1974 | Propaganda                         |
| 1975 | Indiscreet                         |
| 1976 | Big Beat                           |
| 1977 | Introducing Sparks                 |
| 1979 | No. 1 in Heaven                    |
| 1980 | Terminal Jive                      |
| 1981 | Whomp That Sucker                  |
| 1982 | Angst in My Pants                  |
| 1983 | In Outer Space                     |
| 1984 | Pulling Rabbits Out of a Hat       |
| 1986 | Music That You Can Dance To        |
| 1988 | Interior Design                    |
| 1994 | Gratuitous Sax & Senseless Violins |
| 1997 | Plagiarism                         |
| 2000 | Balls                              |
| 2002 | Lil' Beethoven                     |
| 2006 | Hello Young Lovers                 |
| 2009 | Exotic Creatures of the Deep       |

FFS
| Rok  | Album |
| ---- | ----- |
| 2015 | FFS   |